# Cronheim
Cronheim ist ein Gemeindeteil der Stadt Gunzenhausen im mittelfränkischen Landkreis Weißenburg-Gunzenhausen in Bayern. Die Gemarkung Cronheim hat eine Fläche von 7,667 km². Sie ist in 921 Flurstücke aufgeteilt, die eine durchschnittliche Flurstücksfläche von 8324,83 m² haben. In ihr liegt neben dem namensgebenden Ort der Gemeindeteil Filchenhard.

## Geografie und Verkehr
Das Pfarrdorf Cronheim liegt im Westen des Landkreises Weißenburg-Gunzenhausen im Fränkischen Seenland, etwa sieben Kilometer westlich von Gunzenhausen. Nördlich grenzt der Cronheimer Wald an, durch den teilweise der Deutsche Limes-Radweg führt. Im Westen verläuft die Grenze zum Landkreis Ansbach. Nördlich des Ortes verläuft die Staatsstraße 2219. Durch den Ort fließt der Kröttenbach.
Die Staatsstraße 2219 (Deutsche Limes-Straße) führt nach Unterschwaningen bzw. nach Unterwurmbach, die Kreisstraße WUG 25/AN 60 nach Stetten bzw. nach Großlellenfeld. Gemeindeverbindungsstraßen verlaufen nach Laufenbürg und nach Filchenhard.
Cronheim hat einen Haltepunkt an der Bahnstrecke Pleinfeld-Nördlingen (Teil der alten Linienführung der historischen Ludwig-Nord-Süd-Bahn). Der zuvor im Personenverkehr stillgelegte Streckenabschnitt Gunzenhausen-Nördlingen wurde im Dezember 2024 bis Wassertrüdingen reaktiviert, Cronheim wird stündlich bedient.

## Ortswappen
Blasonierung: „In Rot zwei voneinander abgewendete goldene Büffelhörner“, die auch als Hifthörner angesehen werden können. Das Wappen ist dem Ritterwappen der Herren von Cronheim entliehen.

## Geschichte

### Vorgeschichte
Die Gegend um Cronheim war bereits in vor- und frühgeschichtlicher Zeit bewohnt. Davon zeugen eine Schanze im Norden der Gemarkung und zwei Grabhügel, die bislang nicht erforscht sind. An den Obergermanisch-Raetischen Limes angrenzend kreuzten sich im 2. Jahrhundert im Ort zwei römische Militärstraßen.

### Frühmittelalter bis Hochmittelalter

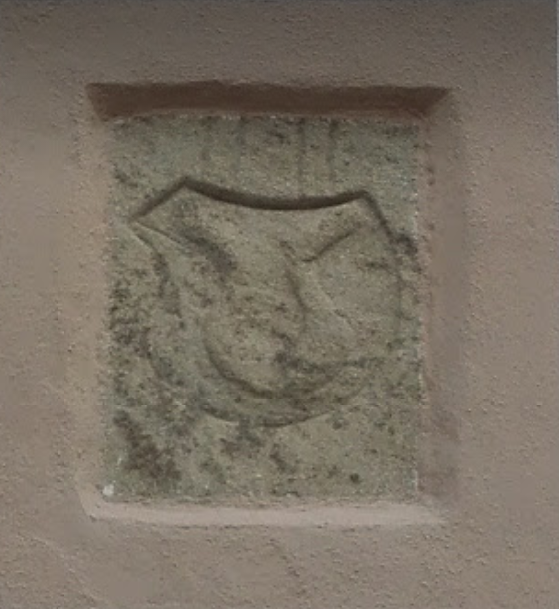
Wappenstein der „alten Burg“ Cronheim

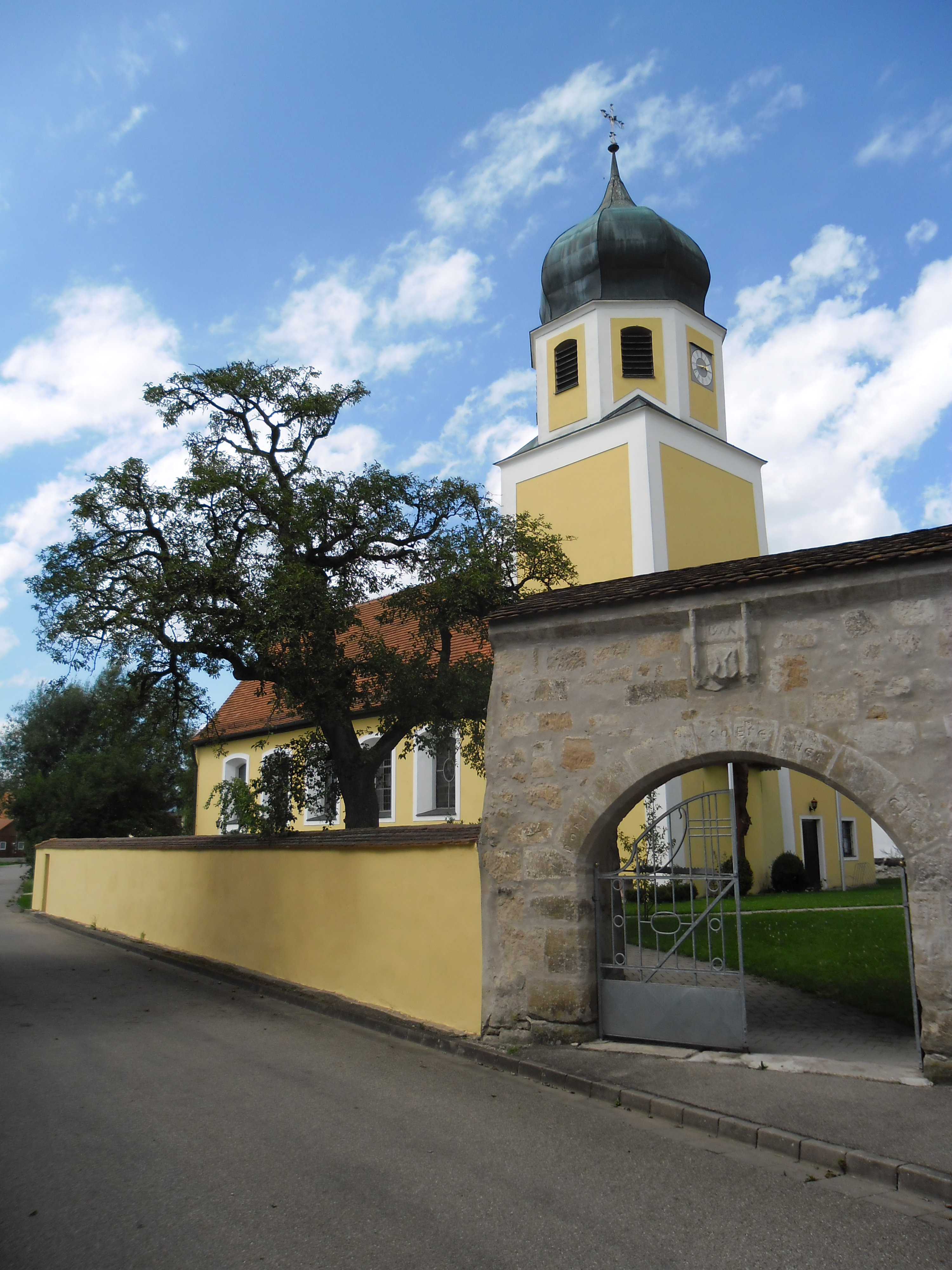
Teile der alten Umfassungsmauer. Im Hintergrund die Kirche Maria Magdalena

Gebietsstrukturreformen, gefördert durch die Kirchenpolitik Karls des Großen, bescherten dem Kloster Heidenheim, das im Gebiet um Cronheim etwa 400 Meter südlich vom heutigen Schloss Cronheim einen Meierhof unterhielt, die geistliche Vorherrschaft. Nach Degener geht der Ortsname in der Form Craigenheim (1272) auf Cracho oder Crajo (Krähe) zurück. Mone hingegen erkennt einen keltischen Ursprung des Ortsnamens, hergeleitet von crah, cray – Dorf des crechel als germanisiertes Diminutiv – kleines Dorf. Er bezieht sich dabei auf die Form von Chregehen (um 1140). Cronheim war Teil des Sualafeldgaus, der wohl bereits von den Alamannen gegründet worden war, bevor er unter fränkische Hoheit gelangte. Weltlicher Herrscher des Gaus war um diese Zeit Graf Hermoin, dem 802 Graf Erlvin folgte. Eine Schenkungsurkunde Kaiser Heinrichs an Bischof Gebhard von Eichstätt vom 17. Mai 1053 beschreibt ein Gebiet, welches zwar Cronheim nicht beinhaltet, jedoch dessen Nachbardorf Swiningen (Schwaningen). Schwaningen zählte dabei zum Sualafeldgau des Gaugrafen Chuno (aus dem Hause Lechsgemünd).
Im Mittelalter gab es in Cronheim ein freies, reichsunmittelbares Rittergut. Dazu gehörten sämtliche Rechte der Dorfherrschaft nebst der niederen Gerichtsbarkeit. Es ist sicher, dass die Adelsherrschaft Cronheim auch halsgerichtliche Rechte besaß. Der Gerichtshof befand sich offenbar beim Amtsknechthaus, wie aus einem Schreiben um 1907 hervorgeht; darin steht: „Ausserhalb des Hofes“, gemeint ist dabei der Hof des Pfarrhauses, „befindet sich ein anderer Brunnen, im ehemaligen Gerichtshof.“ Dies bezieht sich auf den Brunnen des Amtsknechtshauses (altes Schulhaus), das südlich des Pfarrhauses stand. Ein Wappenstein der Herren von Kronheim, der im Innenhof des Schlosses Cronheim eingemauert ist, zeigt vier senkrechte Striche, die zumeist in älteren Schriften als Jahreszahl „1111“ gelesen wurden. Zutreffenderweise wäre dies der älteste schriftliche Beleg der Verwendung arabischer Ziffern in Deutschland. Heute wird deshalb eher davon ausgegangen, dass es sich dabei schlicht um eingemeißelte Kerben ohne weitere Bedeutung und nicht um eine Jahreszahl handelt. Als Erbauer der ersten Burg in Cronheim wird „Burchardus de Chregehen“, der um 1140 als Zeuge einer Schenkung des Wolftrigel und Diemo von Fronhofen, die im 'Schenkungsbuch' Propstei Berchtesgaden auftritt, angenommen. Er hatte wohl vom König die Erlaubnis erhalten, in Cronheim ein befestigtes Allodium zu errichten. Als Baujahr werden unterschiedliche Angaben von 1110, 1111 bis 1140 gemacht. Wohl Burchhards Söhne, Marcward und dessen Bruder Adilbert von Craginhei, unterwarfen sich angeblich um 1160 einem Schiedsurteil des Grafen Ludwig von Oettingen zu Gunsten des Klosters Auhausen. Neueste Untersuchungen legen jedoch nahe, dass diese Urkunde erst um 1228 ausgestellt worden ist. „Gertrud von Kreinheim“ (Cronheim), wohl eine Tochter Burchards, wurde zur Zeit, als Herrad von Landsberg (* zwischen 1125 und 1130; † 25. Juli 1195) Äbtissin des Klosters Hohenburg auf dem Odilienberg war, als Ordensschwester genannt. In Folge der staufischen Reichspolitik wurde angeblich um 1180 die Pfarrkirche St. Maria Magdalena gegründet.

### Spätmittelalter

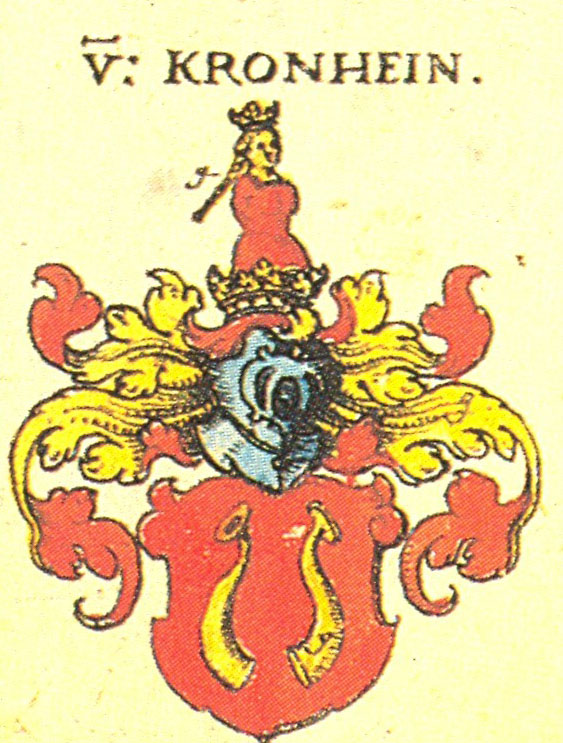
Wappen der Herren von Kronheim

Am 1. April 1263 bezeugte Ritter (milites) V̊ollandus de Creinhein eine Schenkung des gräflich oettingischen Schenks Rabeno von Ehringen an das Kloster Auhausen mit Einwilligung des Grafen Ludwig von Oettingen. 1271 erschien erneut Uhland von Cronheim („Volnand von Kregenheim“) als Zeuge bei Verkäufen des Klosters Auhausen von Gütern in Dürrenzimmern an das Kloster Zimmern. Ihm folgte in einer Urkunde vom 9. Juni 1272 ein „Ludwig von Craigenheim“ (Cronheim). Dieser tauschte mit Bischof Hildebrand von Eichstätt die beiden Pfarrkirchen St. Peter und St. Walburg in der Gemeinde Stetten gegen Güter in „Norsteten“. Rossmeissl erkennt in Ritter Wolframus de Creigenheim, der 1285 als Zeuge einer Urkunde erschien, den Letzten des Geschlechts im Mannesstamm. Ob der am 8. August 1335 bezeugte Edelknecht „Heinrich von Kreinheim“ (Cronheim), der die Auslösung des Dorfes Schrappach vom Abt und Konvent des Klosters Ebrach durch Hermann Irrer beurkundete, noch dazu gezählt werden darf, ist nicht weiter erforscht. Johann von Absberg († 1356) stiftete 1300 einen Jahrtag in der Kirche zu Cronheim. Er war mit einer von Cronheim verheiratet.

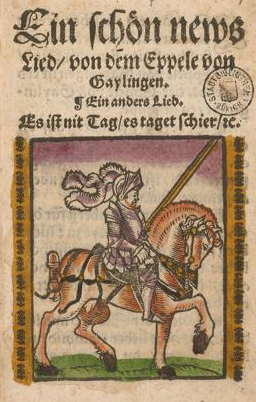
Eppelein von Gailingen

Hans von Cronheim wird als Helfer des am 15. Mai 1381 hingerichteten Raubritters Eppelein von Gailingen, der bei Wald sein Versteck hatte, genannt. In den Prozessakten über Eppelein von Gailingen ist vermerkt, dass dieser zusammen mit seinem Schwiegersohn Hermann von Bernheim und dessen Bruder Dietrich zeitweise bei Hans von Cronheim beziehungsweise dem Ortspfarrer von Cronheim, einem Vetter der Bernheimer, Unterschlupf fand. Die Geschichte von Eppelein von Gailingen wurde 2008 unter dem Titel Ekklins Knecht verfilmt. Hans von Cronheim, gespielt von Klaus Jugl, wird darin als Verräter des Eppelein dargestellt, was den wirklichen Geschichtsverlauf wohl nicht korrekt wiedergibt.
1383 verkaufte Hans von Cronheim seine Güter zu Streitdorf/Streudorf, Mörsach und Höhenberg an das Stift Herrieden; zwei Jahre später bestätigte der Eichstätter Bischof Friedrich IV. Graf von Oettingen dem Stift diesen Besitz. 1399 verbürgte sich Hans von Cronheim, zusammen mit Ritter Erhard von Markhüngen(?), Konrad und Craft von Lentersheim (Gefolgsmann des Nürnberger Burggrafen Friedrich VI.) und einem „Wüzichen von Mittlburg“ (Middelburg (Röckingen), für den Kaufvertrag des Klosters Herrieden über die Vogtei Crailsheim. Die konfliktreiche Zeit und das Aufkommen von Feuerwaffen in der zweiten Hälfte des 14. Jahrhunderts veranlassten Hans von Cronheim, den Rossmeissl mit dem 1375 urkundlich in Erscheinung getretenen Hanns Ammon von Lephenburg gleichsetzt, einen wehrhafteren Gebäudekomplex zu schaffen. Zu diesem Zweck erweiterte er die Ringmauerern des bereits befestigten Allodiums, das von nun an als Vorburg gegen Osten diente. Die alte Burg diente inzwischen überwiegend als Pfarrhaus, das an das Bistum Eichstätt vermietet wurde. Die dazugehörende Zehntscheuer wurde wohl im Zusammenhang mit dem Ausbau der Vorburg errichtet. Diese wurde sowohl vom Ortsadel als auch von der Kirche genutzt. Der Wohnturm wurde mehrfach um- und ausgebaut und eigentlicher Sitz der Ortsherrschaft. Die vergrößerte Anlage wurde 1397 auf ihre Wehrfähigkeit geprüft. Bei einem Konflikt mit seinen Verwandten Heinrich und Hartung von Wiesenthau wurde die mit Korn gefüllte Zehntscheuer niedergebrannt. Der Wohnturm des Schlosses und das Herrenhaus des befestigten Allodiums scheinen zunächst verschont geblieben zu sein. Wie es scheint gelang es dem Wiesenthauer sich auch das Schloss Cronheim anzueignen, was aus einer Urfehde aus dem Jahr 1403 hervorgeht. Das Raubrittertum der Wiesenthauer blieb nicht ohne Folgen. 1403 zog der Nürnberger Burggraf Johann III. gegen ihn aus und brannte das Schloss Cronheim nieder. Warum Hans von Cronheim seine Burg an Heinrich von Wiesenthau verlor, ist nicht bekannt. 1408 saß er jedoch wieder auf Cronheim, vermutlich zunächst im Herrenhaus des Allodiums, bis der Wohnturm wieder im bescheidenen Maß aufgebaut worden war. Zu dieser Zeit ist auch eine vom Bistum betriebene Ziegelei in Cronheim erwähnt.
Mit Hans I. von Cronheim zu Cronheim und Lauffenburg († um 1427), der gemeinsam mit seiner Frau Anna (möglicherweise Anna von Paulsdorf) bei diversen Verkäufen auftrat, lässt sich ein Stammbaum aufstellen. Wohl bedingt durch den Brand der Burg Cronheim im Jahre 1403 verkauften Hans von Cronheim und dessen Ehefrau Anna ihre vier Söldenhofstätten bei Aha an die Deutschordenskommende Nürnberg sowie am 24. Juli 1403 ein Gehöft in Sachsenhofen an Kuntz von Eschenbach zu Obern-Eschenbach und Margretha, dessen Ehefrau. 1406 folgte der Verkauf eines Teils des Schlosses Burleswagen bei Crailsheim, den Hans zuvor von Weiprecht von Wolmershausen gekauft hatte, an Jörg Lankwarter.
Hans I. und Anna hatten zwei Söhne, Hans II. (urkundlich erwähnt 1415, 1430 und 1460) und Martin I. (⚭ Magdalena, urkundlich erwähnt 1416, 1426 und 1433). Hans II., dessen Ehefrau nicht bekannt ist, hatte einen Sohn, Hans III. von und zu Cronheim und eine Tochter Agnes von Cronheim, die mit Albrecht von Hessberg verheiratet war. Martin von und zu Cronheim und dessen Ehefrau Magdalena hatten eine Tochter namens Margaretha, die mit Heinrich II. von Otting verheiratet war. Ihr Stiefsohn Heinrich III. von Otting vermachte ihr 1451 den Zehnt in Rögling. Hans III. von und zu Cronheim starb 1474 und hinterließ die vier Söhne Wilhelm I., Martin II., Hans IV. und Jacob (⚭ Anna von Habsberg, Tochter Clara und Sohn Wilhelm II.). Sohn Martin II. war hochgräflich oettingischer Lehenrichter und erschien 1474 als Besitzer der Burg Laufenbürg. Er starb 1492 kinderlos. Sohn Hans IV. starb vor 1498. Sohn Wilhelm I. von und zu Cronheim († 1485), der mit Salome von Grumbach verheiratet war, wird als Mitglied der Bruderschaft Unser Lieben Frauen auf dem Berge erwähnt. Dies lässt vermuten, dass die Herren von Cronheim zu den Gefolgsleuten Friedrichs von Brandenburg gehörten. Die Ehen mit den einflussreichen Adelsfamilien von Öttingen und von Grumbach zeigen, dass die Herren von Cronheim im 15. Jahrhundert ein sehr angesehenes Geschlecht gewesen sein müssen. Wohin Martin (III.?) von Kronheim einzuordnen ist, der den Kaufbrief von 3 Tagwann Wiesen in Lellenfeld zwischen Georg Ringler zu Lellenfeld und seiner Frau und dem Abt Sebald Bamberger (1498–1518) vom Kloster Heilsbronn siegelte, ist nicht bekannt. Wilhelm von und zu Cronheim und seine Frau Salome von Grumbach hatten einen Sohn namens Hans Wolff. Dieser war mit seiner Cousine Clara von Cronheim (der Tochter des Jacobs von und zu Cronheim) verheiratet. Ihre Kinder waren Hans Georg und Tochter Clara von Cronheim, die mit Christoph von Rechenberg verheiratet war. Hans Georg von Kronheim erschien am 11. Mai 1551 als Zeuge in einer Vertragsurkunde über den Schaftriebprozess der Schäfereien der Herren von Absperg zu Absperg zum Spagenhof und Birkenhof. 1540 war er am Hof des Pfalzgrafen Otto Heinrich. Hans Georg war zweimal verheiratet. Durch seine Heiratspolitik errang er Zugang zum Schwäbischen Hochadel. Seine erste Ehefrau war Margarethe von Schinen (Schienen bei Öhningen) (Tochter des Sixtus von Schinen in Schinenberg und der Walburga von Stadion). Sie hatten die beiden Töchter Barbara und Walpurgis, die mit dem Erbmarschall Hugo Vogt von Alten-Summerau zu Prasberg verheiratet war. Aus dieser Ehe ging Albert von Prasberg, genannt Vogt zu Summerau und Tax Wangen hervor, Vater des Konstanzer Bischof Franz Johann Vogt von Altensumerau und Prasberg. Aus seiner zweiten Ehe mit Maria Jacobäa von Stain stammte seine Tochter Ester. Da kein männlicher Nachkomme geboren wurde, erlosch mit Hans Georg von Kronheim 1560 das Rittergeschlecht im Mannesstamm.

### 16. bis 19. Jahrhundert

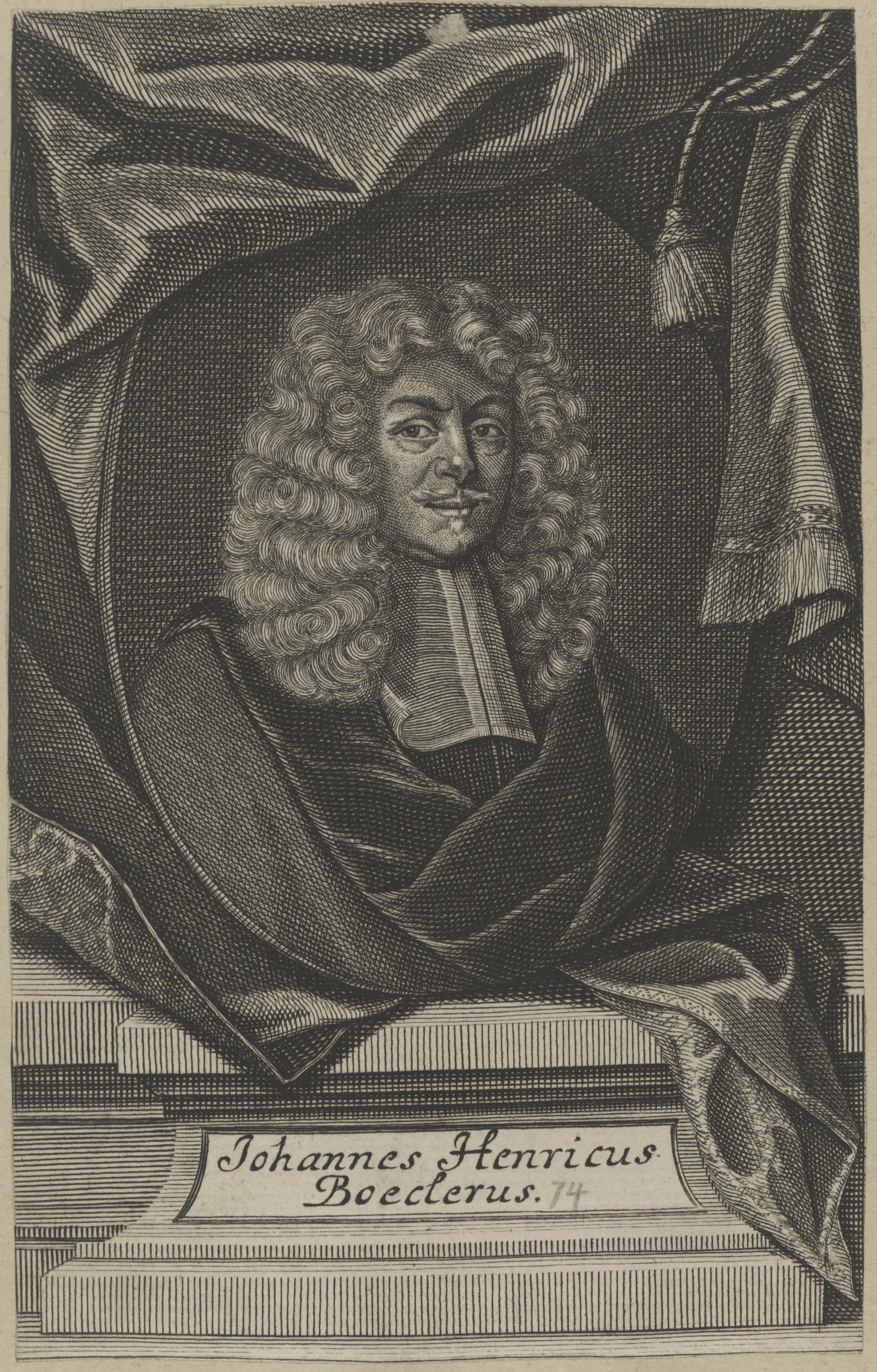
Johann Heinrich Boeckler

Durch Hans Georgs Tochter Barbara, die mit dem eichstättischen Pfleger Matthias von Leonrod verheiratet war, kam das Rittergut an die Herren von Leonrod. Barbaras Grab befindet sich in der Kirche von Herrieden. Die Herren von Leonrod begannen 1564 mit dem Ausbau des nach dem Brand von 1403 nur im bescheidenen Maß wieder aufgebauten Wasserschlosses zunächst als Zweiflügelanlage, worin später das Vogteiamt untergebracht war. Eine weitere Tochter Hans Georgs von Kronheim, Ester, war mit Ernst von Rechenberg verheiratet, deren gemeinsame Tochter heiratete Sebastian Neustädter genannt Stürmer. Sebastians Mutter Elisabeth war eine geborene von Wolmershausen. Aus der Ehe ging Johann Christoph Neustädter genannt Stürmer hervor, der Dompropst zu Bamberg war. Sein Epitaph ist neben der Sakristei in der Wand eingelassen und zeigt die Wappen der Neustädter, Wolmarshausen, Rechenberg und Cronheim.
Cronheim war eine katholische Pfarrgemeinde. Dies änderte sich 1560 mit der Einführung der Brandenburgischen Kirchenordnung. Der damalige Pfarrer Georg Haß hatte bereits 1558 unter dem Schutz des Hauses Brandenburg-Onolzbach seine Köchin im benachbarten Stetten geheiratet.
Durch Erbschaft kam 1580 das Rittergut Cronheim an Neustädter, bevor dieser es 1595 oder 1597 für 47.000 Gulden seinem Schwager Friedrich von Eyb zu Eybburg inklusive der von ihm 1592 zugekauften Pfarre und Frühmesse zu Cronheim verkaufte. Dieser baute 1602, freiwillig und auf eigene Kosten die erste Schule in Cronheim. Weiter baute er das Schloss zur Vierflügelanlage aus. Mit dem Bau verschuldete er sich so sehr, dass er 1604 Cronheim seinem Schwager Geyer von Giebelstadt zu Goldbach verpfänden musste. Trotz der hohen Schulden ließ Friedrich von Eyb nicht von seiner Gönnerhaftigkeit für Cronheim ab. Ihm verdankt die Gemeinde auch den Friedhof, den er 1609 errichtete, und die denkmalgeschützte Friedhofskapelle St. Anna. Veit Erasmus von Eyb verkaufte das Schloss Cronheim 1617 an Johann Philipp Fuchs von Bimmbach. Als 1626 Kaiser Ferdinand II. gegen ihn die Reichsacht verhängte, wurde das Gut Cronheim eingezogen. Ferdinand II. übertrug es an Graf Nikolaus Fugger zum Ausgleich einiger Forderungen und mit der Bedingung, dass „die katholische Religion in diesem Orte in Ewigkeit nicht geändert werden dürfe“. Bereits 1630 verkaufte Fugger das Gut Cronheim an den Eichstätter „Hexenbischof“, Fürstbischof Johann Christoph von Westerstetten für 36.000 flandrische Gulden, der daraufhin die in Cronheim ansässigen Juden vertrieb und energisch die Gegenreformation betrieb. Die Folgen dieser Politik bekamen auch der protestantische Pfarrer Johann Boeckler und seine Familie zu spüren. Der Vater von Johann Heinrich und Georg Andreas, die beide, wie wahrscheinlich er auch, im Pfarrhof in Cronheim geboren wurden und durch ihre wissenschaftlichen Arbeiten Berühmtheit erlangten, wurde 1628 zum Amtsverzicht gezwungen und schließlich 1634 aus Cronheim vertrieben. Von 1629 an, andere Quellen nennen 1634, war Cronheim wieder eine katholische Pfarrgemeinde.

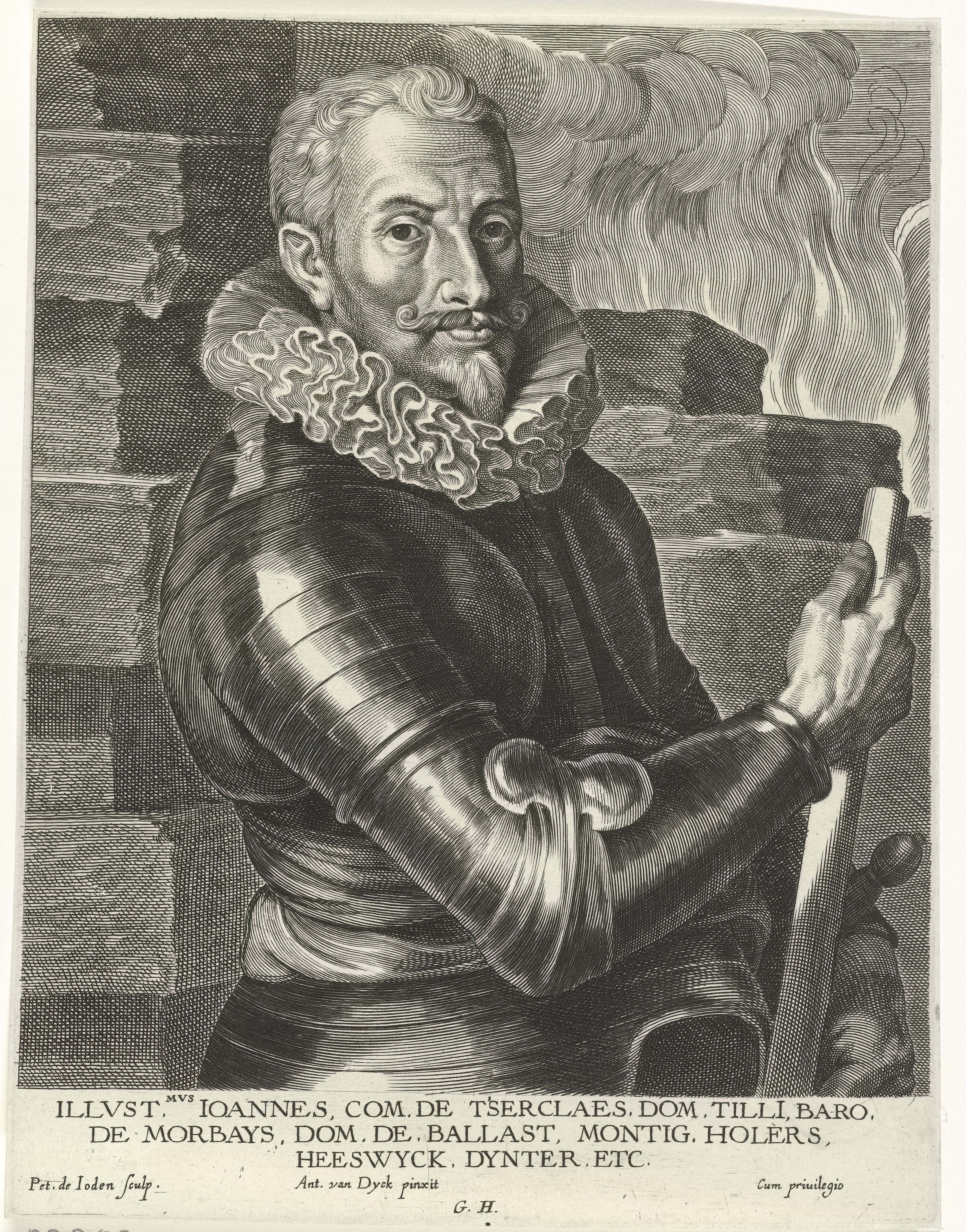
Johann T’Serclaes von Tilly

Die Wirren des Dreißigjährigen Krieges zogen nicht spurlos an Cronheim vorüber. 1632 zogen die kaiserlichen Truppen unter Johann T’Serclaes von Tilly plündernd durch Cronheim. Die Kirche wurde dabei zwar verschont, der Pfarrhof jedoch vollständig ausgeraubt und anschließend mitsamt dem Dorf niedergebrannt. 1635 standen in Cronheim nur noch die Kirche, das Pfarrhaus (Frühmesshaus), die Schmiede und die Ziegelhütte. Vier Höfe, zwei Halbhöfe und 28 „Gütlein“ waren verödet, wurden also nicht mehr bewirtschaftet. Nach Buchner stand das Dorf bis 1641 leer. Nach dem Westfälischen Frieden musste 1652 das Bistum Eichstätt das Schloss Cronheim wieder an seinen ursprünglichen Besitzer, die Herren von Fuchs von Bimmbach, abtreten. Der Einspruch, den Bischof Marquard II. Schenk von Castell erhob, blieb erfolglos und so ging das Schloss 1654 an den Bruder des inzwischen verstorbenen Johann Philip Fuchs von Bimmbach, Hans Karl Fuchs Herr zu Bimbach und Möhren. Die Pfarrei sowie alle bischöflichen Rechte an Cronheim verblieben beim Bischof von Eichstätt. Es gelang dem Bistum, sich das Lösungsrecht an Cronheim zu sichern, nachdem Hans Karl Fuchs Cronheim zur Begleichung von Forderungen dem Grafen Johann Heinrich Notthafft übertragen hatte. Dieser nahm ab 1658 wieder Juden von Herrieden und Gunzenhausen gegen Schutzgeld auf, worauf brach liegende Güter wieder bewirtschaftet wurden. Nach zehn Jahren bot Johann Heinrich Notthafft 1661 seine Cronheimer Güter dem Deutschen Orden zum Kauf an. Der Verkauf verzögerte sich jedoch, so dass Bischof Marquard schließlich von seinem Lösungsrecht Gebrauch machte und in den Kaufvertrag einstieg. So kam Cronheim am 2. August 1661 wieder zum Bistum Eichstätt. Der eigentliche Kaufvertrag wurde wegen strittiger Punkte jedoch erst knapp zehn Jahre später, am 10. Januar 1671, unterschrieben. Fürstbischof Marquard II. Schenk von Castell veranlasste 1666 auch den Ausbau und die Renovierung der im Kern romanischen Chorturmkirche. Er ließ das Langhaus erhöhen und eine neue Turmhaube anbringen. Die von Johann Heinrich Notthafft begonnene Judenpolitik führte Bischof Marquard II. nicht nur fort, sondern baute diese weiter aus. Er bot Juden aus der Umgebung an, sich in Cronheim niederzulassen. Bedingung war, dass diese Häuser auf den öden Brandstätten erbauen mussten, was einen kleinen Bauboom auslöste. Dabei entstanden in Cronheim 55 neue Häuser und 30 Schuppen. Die jüdischen Gemeindemitglieder errichteten auch eine Schule und später eine Synagoge. Es war ihnen erlaubt, einen Barnos, einen Vorsteher, zu wählen, der die jüdische Gemeinde gegenüber der Obrigkeit vertrat. Ab 1658 war Cronheim der einzige Ort im Bistum Eichstätt, wo sich Juden ansiedeln durften. Der katholische Pfarrer Schaff betreute 1672 die Gemeinde Cronheim. 1812 wurde mit dem Bau einer neuen Synagoge begonnen, da die alte Synagoge baufällig geworden war. Die Einweihung der neuen Synagoge erfolge 1817. 1840 waren in den 95 Häusern Cronheims 197 Menschen jüdischen Glaubens beheimatet. Damit machte der jüdische Anteil des Dorfes mit insgesamt 500 Einwohnern nahezu 40 % der Gesamtbevölkerung Cronheims aus. Ob sich im 19. Jahrhundert der österreichische Freiherr Franz Maria von Carnea-Steffaneo di Tapogliano zu Kronheim und Eppenstein nach dem Schloss Cronheim benannte und dort seinen Wohnsitz hatte, bleibt zu klären.
Mit dem Gemeindeedikt im Jahre 1808 wurde der Steuerdistrikt und die Ruralgemeinde Cronheim gebildet, zu dem bzw. zu der Filchenhard, Stetten, Unterwurmbach und Unterhambach gehörten. Die Bahnstrecke Nördlingen–Gunzenhausen wurde 1848 angelegt und Cronheim erhielt einen Bahnhof.

### 20. Jahrhundert bis zur Gegenwart

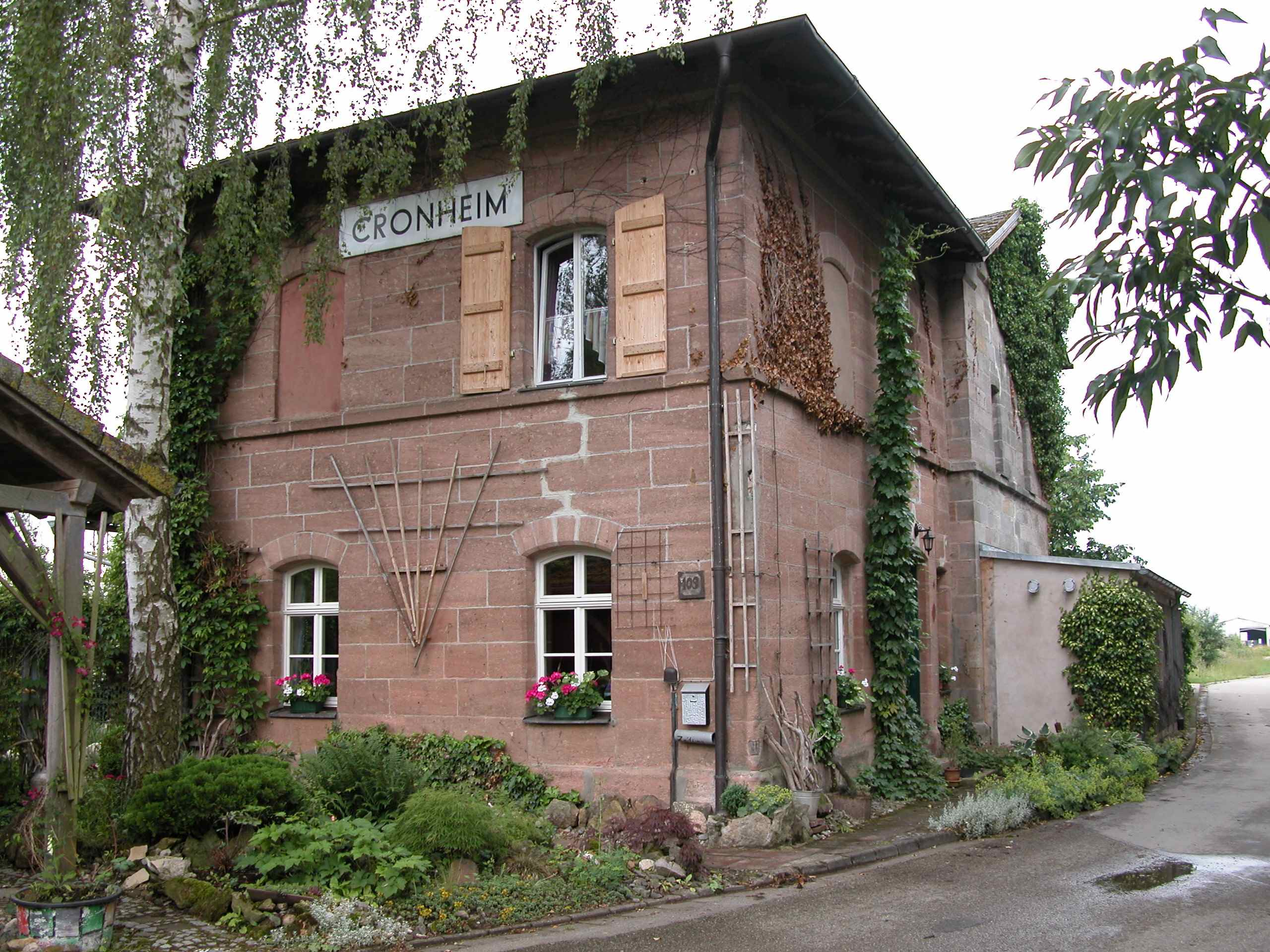
Bahnhof Cronheim

Am 4. März 1919 musste ein Flugzeug in Cronheim notlanden. Dabei überschlug sich der Doppeldecker und blieb auf dem Rücken liegen. An Bord befand sich der Schriftsteller und Dramatiker, Politiker und linkssozialistischer Revolutionär Ernst Toller und sein Pilot Franz Gallenmüller vom 1. Königlich Bayerisches Fliegerbataillon Oberschleißheim. Beide blieben dabei weitestgehend unverletzt.
Die Entwicklung der jüdischen Gemeinde in Cronheim nahm mit dem Einbruch in die Synagoge und der Verwüstung der Innenräume im Oktober 1938 ein Ende. Das Gebäude wurde kurz darauf verkauft und die verbliebenen Heiligtümer dem bayerischen israelitischen Gemeinden in München übergeben. Im Novemberpogrom 1938 wurden die Gegenstände vernichtet.
Im Jahre 1961 wohnten in den 103 Wohngebäuden Cronheims 504 Einwohner, in den 14 Anwesen Filchenhards 57 Einwohner.
Der Cronheimer Wald, ein 100,91 Hektar großes Gemeindefreies Gebiet im Norden der damaligen Gemeinde Cronheim, wurde am 1. Januar 1967 eingegliedert.
Im Zuge der Gebietsreform in Bayern verlor Cronheim den Status einer eigenständigen Gemeinde, als es am 1. April 1971 nach Gunzenhausen eingemeindet wurde. 1972 wurde eine Hausmülldeponie in der alten Lehmgrube südlich des Dorfers eingerichtet. Am 29. September 1985 stellte die Deutsche Bundesbahn den Personenverkehr auf der Bahnstrecke Nördlingen–Gunzenhausen ein, was Abwanderungen in nahegelegene Städte mit sich brachte. 1987 waren in Cronheim noch 447 Einwohner registriert.
Positive Signale erhielt die Dorfgemeinschaft durch die Flutung des nahegelegenen Altmühlsees im Februar 1985, obgleich sich die Nebeneffekte davon erst heute langsam bemerkbar machen. Die Eröffnung eines Therapiezentrums der Arbeiterwohlfahrt (AWO) im Oktober 1999 und die Schließung der Deponie im Jahr 2005 haben eine Trendwende eingeleitet, die das Dorf zunehmend beliebt macht. Derzeit laufen Arbeiten, die Deponie, welche temporär mit einer Plane abgedeckt war, mit Erdreich zu bedecken und zu begrünen. Diese Arbeiten sollen bis Ende 2017 abgeschlossen sein. Künftig wird durch Sträucher, Wege und Wiesen die landschaftliche Narbe bald verheilt sein. Durch das Dorferneuerungsverfahren, das vom Amt für Ländliche Entwicklung Mittelfranken unterstützt wird, sind bereits mehrere historische Gebäude in Cronheim renoviert worden. Weitere Projekte, wie die Renovierung des ehemaligen Pfarrhofes, sind in Aussicht gestellt. Ebenso gibt es Pläne, den Bahnbetrieb auf der Strecke Cronheim wieder aufzunehmen. Dies hängt nicht zuletzt mit der zunehmenden Beliebtheit des Fränkischen Seenlandes mit dem naheliegenden Altmühlsee als Tourismusziel zusammen. Der Altmühlsee, der durch künstliche Flutung zur Wasserregulierung 1985 angelegt wurde, ist nach dem Brombachsee der zweitgrößte See des Fränkischen Seenlands. Die Region profitiert von zusätzlichen umfangreichen Freizeitangeboten wie Wanderwegen, Radwegen, Schwimm-, Surf-, Segelmöglichkeiten, wie sie es in dieser Form vorher nicht gab. Das familienfreundliche Dorf Cronheim unterhält nebst einem kleinen Sportzentrum auch einen Ganztags-Kindergarten. Ein Neubaugebiet im Norden der Ortschaft ist ausgewiesen. Mit diesen Einrichtungen erfreut sie sich einer Bevölkerungszunahme in den Jahren 1987 bis 2014 von knapp 18 %.
Im Cronheimer Schloss unterhält der AWO-Kreisverband Roth-Schwabach e. V. neben einem Therapiezentrum ein Museum, das die wechselnden Religionen im kleinen Dorf Cronheim mit dem Thema Mikrokosmos Cronheim: ein Dorf, drei Religionen thematisiert. Dazu wurde 2000 ein Begleitbuch mit der Geschichte Cronheims herausgegeben.
Einwohnerentwicklung
- Gemeinde Cronheim
  - 1910: 512[57]
  - 1933: 480
  - 1939: 431[58]
  - 1961: 561[59]
  - 1970: 504[59]
- Ort Cronheim
  - 1987: 447[56]
  - 2014: 526[56]

## Persönlichkeiten des Orts

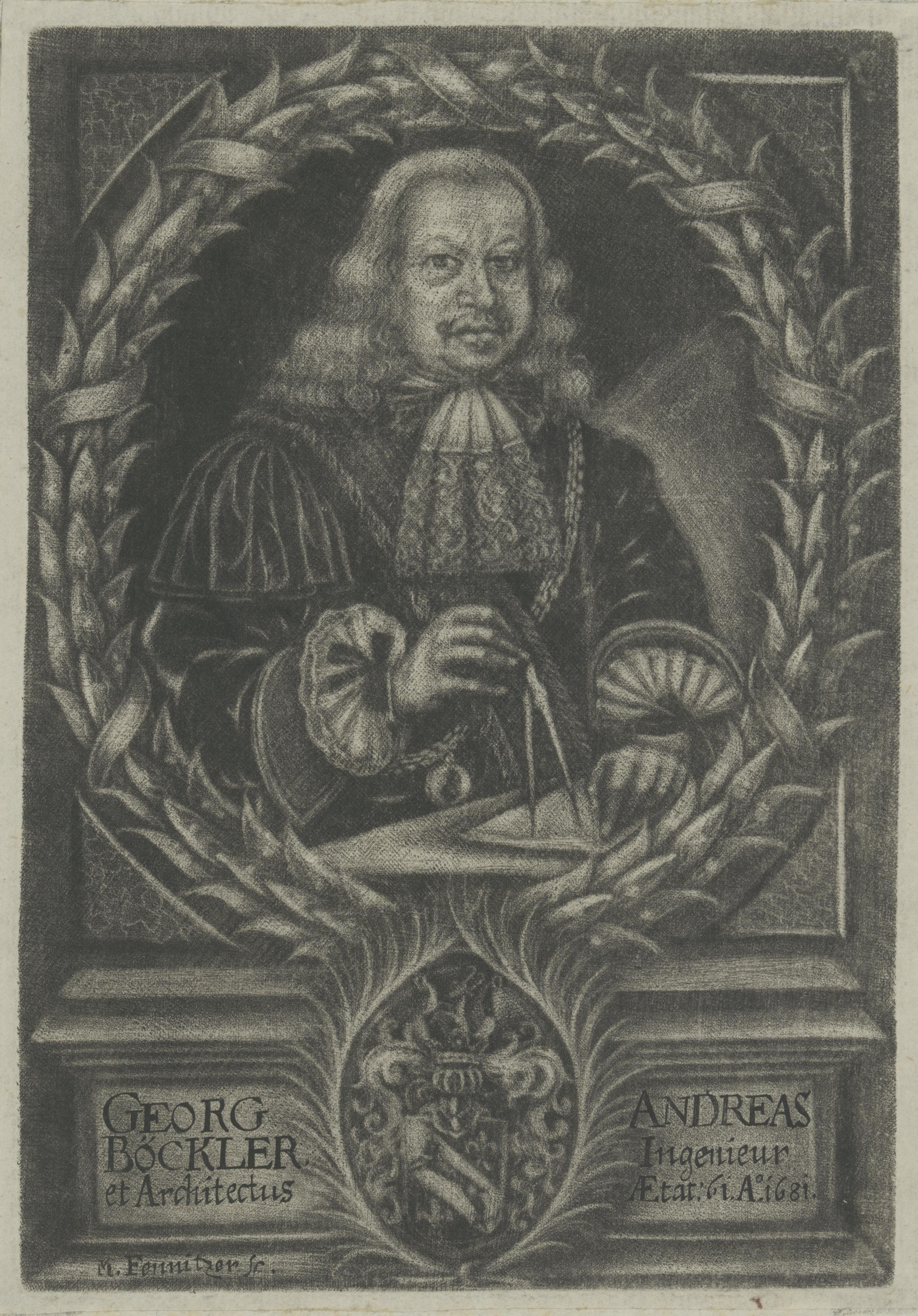
Georg Andreas Boeckler

Cronheim ist der Geburtsort des Universalgelehrten Johann Heinrich Boeckler (* 13. Dezember 1611 in Cronheim; † 12. September 1672 in Straßburg) und von dessen Bruder, dem Architekten Georg Andreas Böckler (* um 1617 in Cronheim; † 21. Februar 1687 in Ansbach). Sie waren die Söhne des letzten evangelischen Pfarrers von Cronheim, Johann Boeckler, und dessen Frau Magda Summer. Beide machten sich mit zahlreichen wissenschaftlichen Schriften verdient. Der Vater, der seine Kinder zeitweise selbst unterrichtete, wurde 1628 im Zuge der von Johann Christoph von Westerstetten energisch betriebenen Gegenreformation zum Amtsverzicht gezwungen, 1634 wurde er endgültig aus Cronheim vertrieben. Vermutlich hielt er sich danach bei seinem Sohn Johann Heinrich in Straßburg auf, wohin ihn auch Georg Andreas begleitete. Nach Bach war bereits dessen Vater, Simon, evangelischer Pfarrer in Cronheim. Der erzwungene Amtsverzicht und die anschließende Vertreibung des protestantischen Pfarrers darf wohl als direkte Folge des durch Kaiser Ferdinand II. 1626 ausgesprochenen Edikts, dass „die katholische Religion in diesem Orte in Ewigkeit nicht geändert werden dürfe“, verstanden werden. In fast ironischer Weise ernannte dessen Sohn Kaiser Ferdinand III. Johann Heinrich Boeckler 1663 zum kaiserlichen Rat und zum Pfalzgrafen. Johann Heinrich Boeckler und dessen Ehefrau Susanna Schallesius hinterließen einen Sohn, Johann (* 12. Oktober 1651; † 19. April 1701 in Stockholm), Professor für Medizin in Straßburg, und zwei Töchter. Anna Maria war mit seinem Schüler Ulrich Obrecht, Professor für Geschichte und Staatsrecht in Straßburg, Christine mit Johann Georg Faust, Professor für Theologie in Straßburg, verheiratet. Auch Enkel und Urenkel hatten Straßburger Professuren.

## Baudenkmäler

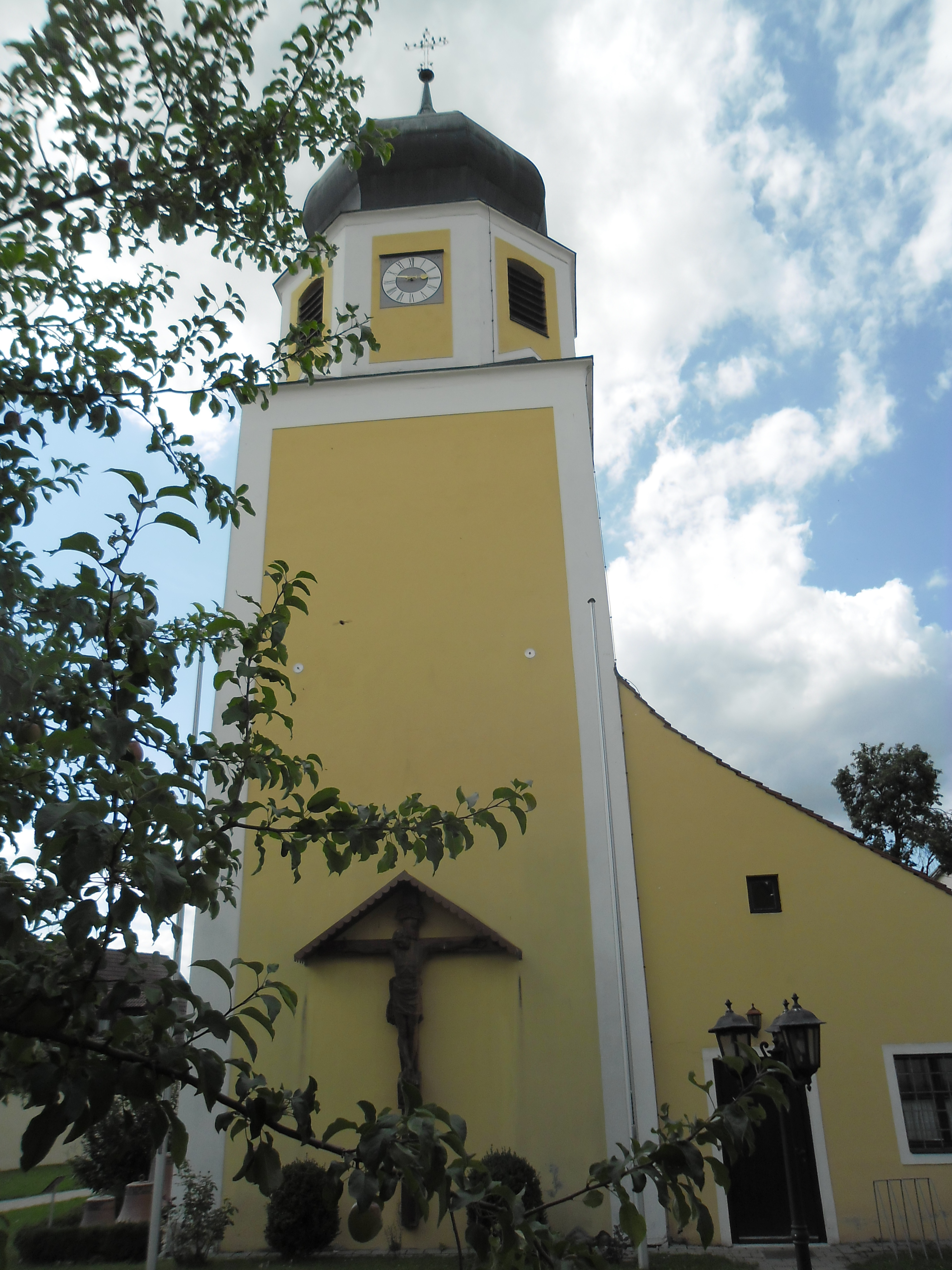
Der Kirchturm der Cronheimer Kirche

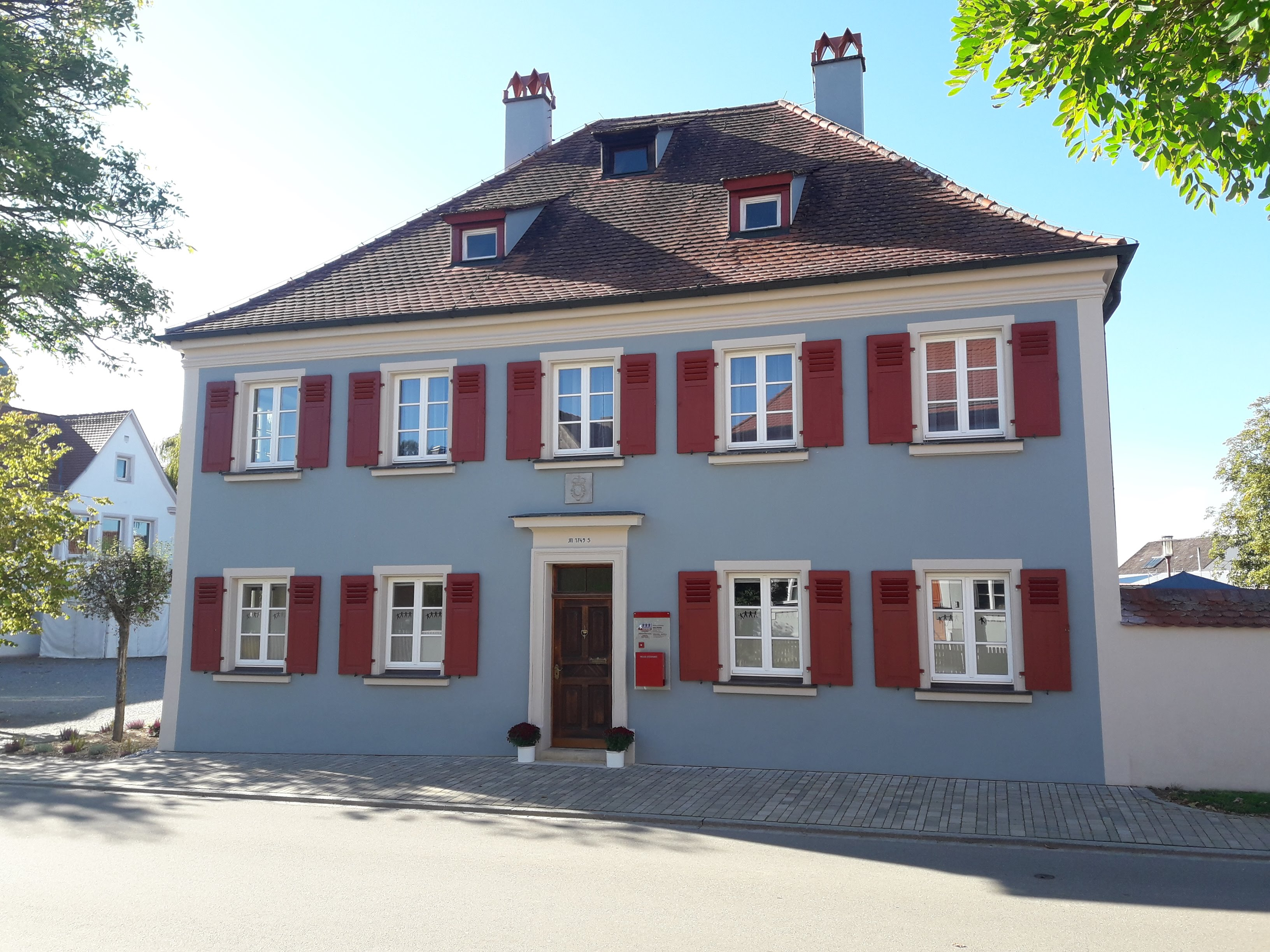
Der 1749 im Stil des Spätbarock umgebaute Pfarrhof

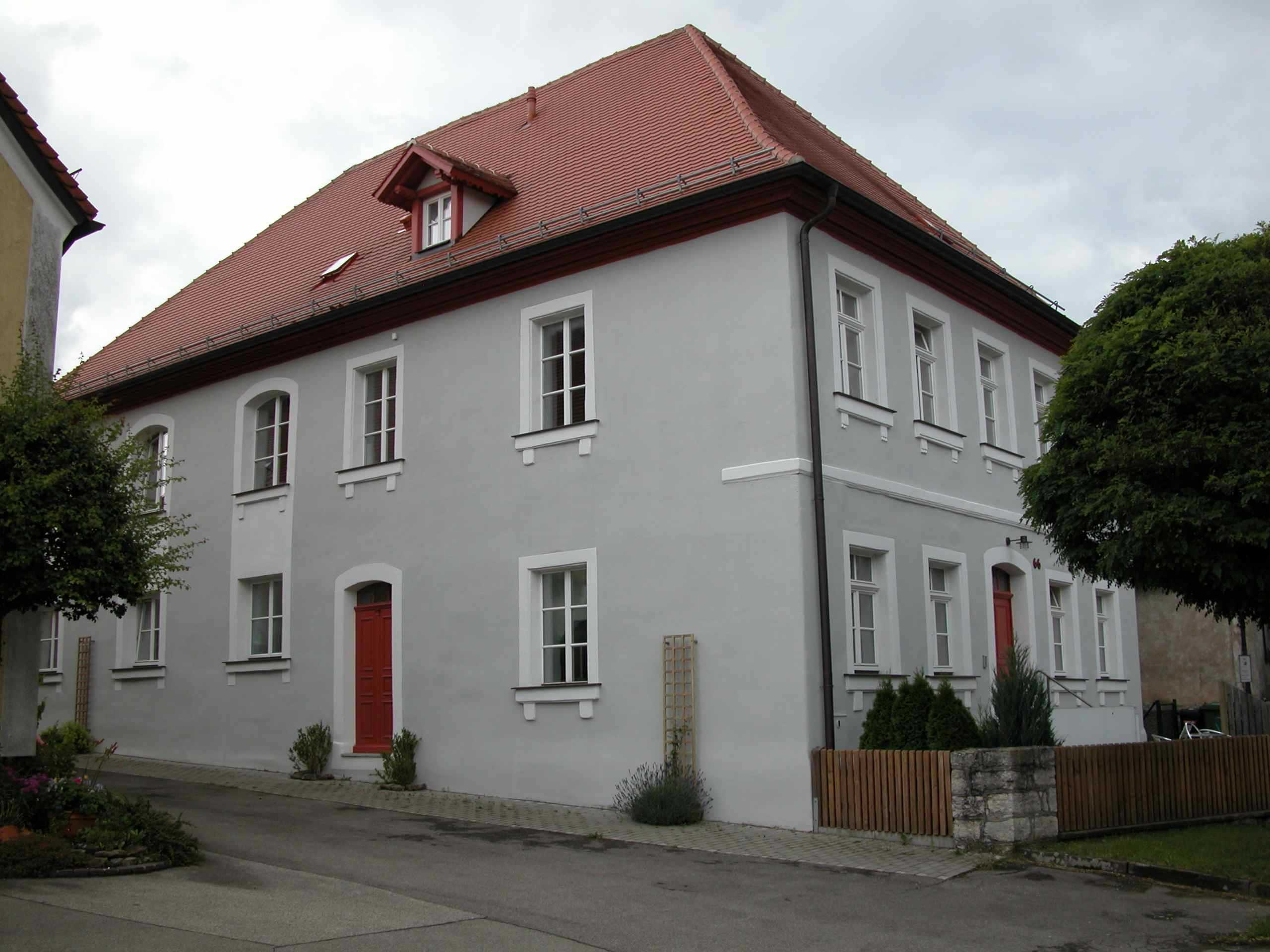
Ehemalige jüdische Synagoge

### Schloss Cronheim
Das ehemalige Wasserschloss in seiner heutigen Form wurde 1564 von den Herren von Leonrod beziehungsweise Friedrich von Eyb zu Eybburg erbaut. Die heutige Anlage befindet sich teilweise auf einem mittelalterlichen Wohnturm, dem das Allodium Cronheim vorgelagert war. Heute befindet sich im Schloss Cronheim das AWO-Therapiezentrum und Museum. Das Gebäude ist unter der Denkmalnummer D-5-77-136-149 als Baudenkmal in die Bayerische Denkmalliste eingetragen. Das Gelände um das Schloss ist zusätzlich als Bodendenkmal unter der Nummer D-5-6929-0192 ausgewiesen.

### Katholische Pfarrkirche St. Maria Magdalena
Die um 1180 errichtete Chorturmkirche St. Maria Magdalena ist im Kern romanisch. Im Jahre 1666 wurde die Kirche erneuert und vergrößert. Besonders ins Auge sticht der gewaltige, dreigeschossige Turm, dessen Abschluss im 18. Jahrhundert aufgebaut wurde. Die Kirchhofmauer der Wehrkirche mit dem noch vorhandenen Torbogen geht auf das Mittelalter zurück, wurde jedoch 1889 auf die jetzige Höhe abgetragen. Die Kirche sowie der Kirchhof sind unter der Denkmalnummer D-5-77-136-148 beziehungsweise D-5-6929-0191 eingetragen.

### Friedhofskapelle St. Anna
Der Friedhof mit der Friedhofskapelle St. Anna wurde 1609 von Friedrich von Eyb zu Eyburg errichtet, im 18. Jahrhundert verändert und 1928 erneuert. Die Anlage ist unter der Denkmalnummer  D-5-77-136-150 eingetragen.

### Allodium / Historischer Pfarrhof
Was heute als Pfarrhof bekannt ist, war nach jüngsten Recherchen und Zusammenfassung früherer Studien, das erste Schloss zu Cronheim und möglicherweise ursprünglich als Königshofer der Staufer geplant. Danach wurde es als Wirtschaftshof / Allodium der Herrschaft Cronheim genutzt, bevor es der Kirche als Pfarrhof diente. Die Erbauung des Gebäudes geht vermutlich auf die Zeit um 1140 zurück, die Zeit als Konrad von Staufen als erster dieses bedeutsamen Geschlechts den deutschen Königsthron bestieg. Der Theorie Schäfers folgend, verlor jedoch der Königshof seine strategische Bedeutung bereits kurz nach dessen Erbauung und wurde schließlich dem Bistum Eichstätt vermietet, welches das Gebäude als Pfarrhaus nutzte. 1632 wurde die Vorburg im Dreißigjährigen Krieg gebrandschatzt. Die verworrenen Besitzverhältnisse (das alte Herrenhaus gehörte zum Rittergut und war von der Kirche lediglich angemietet) verhinderten einen schnellen Wiederaufbau. Erst durch den Kauf des Rittergutes am 10. Januar 1671 gelangte das Bistum in den vollständigen Besitz des Gebäudes, doch auch danach hielt man sich mit dem Wiederaufbau zurück. Dem Pfarrer wurde 1700 in der Meierei im neuen Schloss Cronheim eine Wohnung eingerichtet.
Erst 1749 wurde mit dem Umbau des Pfarrhauses unter Verwendung der Erdgeschossmauern mit Ausnahme der Nordmauer begonnen, die von Grund auf neu gemauert werden musste.
Der spätbarocke Bau wurde nach Plänen des Matthias Seybold errichtet und gehörte bis 2016 dem Bistum Eichstätt. Die zur alten Vorburg gehörende Zehntscheuer und Teile der alten Ringmauer dienten noch bis Anfang 2019 als Einfriedung des Kindergartens, bis diese teilweise abgebrochen und durch einen modernen Lattenzaun ersetzt wurde.
Der historischen Pfarrhof wurde von 2017 bis 2021 aufwendig renoviert und befindet sich heute im Privatbesitz. Die Sanierungsarbeiten wurden mit dem Denkmalpreis des Bezirks Mittelfranken 2021 ausgezeichnet. Das Gebäude ist unter der Denkmalnummer D-5-77-136-151 in der Bayerischen Denkmalliste eingetragen.

### Ehemalige Synagoge
Die ehemalige Judenschule und Synagoge ist ein zweigeschossiger giebelständiger Walmdachbau aus dem Jahr 1816. Der Grundstein wurde trotz Protesten „an stolzer Lage vis-a-vis dem Pfarrhof und gegenüber dem Schlosshof“, am Vorabend zu Pessach 1816 gelegt. Das Gebäude wurde 2010 umfassend renoviert und ist heute eines der Schmuckstücke im Ortskern von Cronheim welches 2010 mit dem Denkmalpreis des Bezirks Mittelfranken ausgezeichnet wurde. Heutiger Besitzer des Gebäudes ist der AWO-Kreisverband Roth-Schwabach e. V. Das Gebäude ist unter der Denkmalnummer D-5-6929-0250 eingetragen.

### Weitere Baudenkmäler
- Wohnhaus, eingeschossiger giebelständiger Satteldachbau, mit Ecklisenen und ornamentierten Fenstereinfassungen, um 1890/1900. Es befindet sich rechts neben der ehemaligen Synagoge und ist unter der Denkmalnummer D-5-77-136-153 eingetragen.
- Das Bauernhaus, ein zweigeschossiger Satteldachbau, grenzt an die ehemalige Wehrmauer an und wurde vermutlich im 18. Jahrhundert errichtet. Das Gebäude ist unter der Denkmalnummer D-5-77-136-152 eingetragen.
- Das ehemalige „Judenhaus“, ein zweigeschossiges giebelständiges Gebäude mit Halbwalmdach, wurde im frühen 19. Jahrhundert, wohl von der jüdischen Familie Hubert[72], errichtet. Das Gebäude ist unter der Denkmalnummer D-5-77-136-154 eingetragen.
- Das ehemalige Stationsgebäude an der Ludwig-Süd-Nordbahn, ein zweigeschossiger Sandsteinquaderbau mit Walmdach und quergestelltem Satteldachrisalit wurde um 1868/70 erbaut. Denkmalnummer D-5-77-136-156
- Priestergrab aus dem Jahr 1815, Denkmalnummer D-5-77-136-150

## Bodendenkmäler
Auf der Gemarkung von Cronheim befinden sich Bodendenkmäler vor- und frühgeschichtlicher Zeitstellung, etwa eine Schanze im Norden der Gemarkung (Denkmalnummer D-5-6830-0129) und zwei Grabhügel (Denkmalnummer D-5-6929-0015 und D-5-6930-0036) die bislang nicht weiter untersucht worden sind.

## Einrichtungen
- Kindergarten Cronheim: Träger ist die Arbeiterwohlfahrt.
- Betreutes Wohnen: Träger ist der AWO Kreisverband Roth-Schwabach e. V.
- Soziotherapeutische Einrichtung für chronisch alkoholkranke Menschen. Träger ist der AWO Kreisverband Roth-Schwabach e. V.
- Museum Mikrokosmos Cronheim, ein Dorf – drei Religionen
- Sportverein Cronheim e. V. – Gründungsjahr 1962
- Kulturverein Cronamer Dorfbühne e. V. – Gründungsjahr 1978

## Fotogalerie

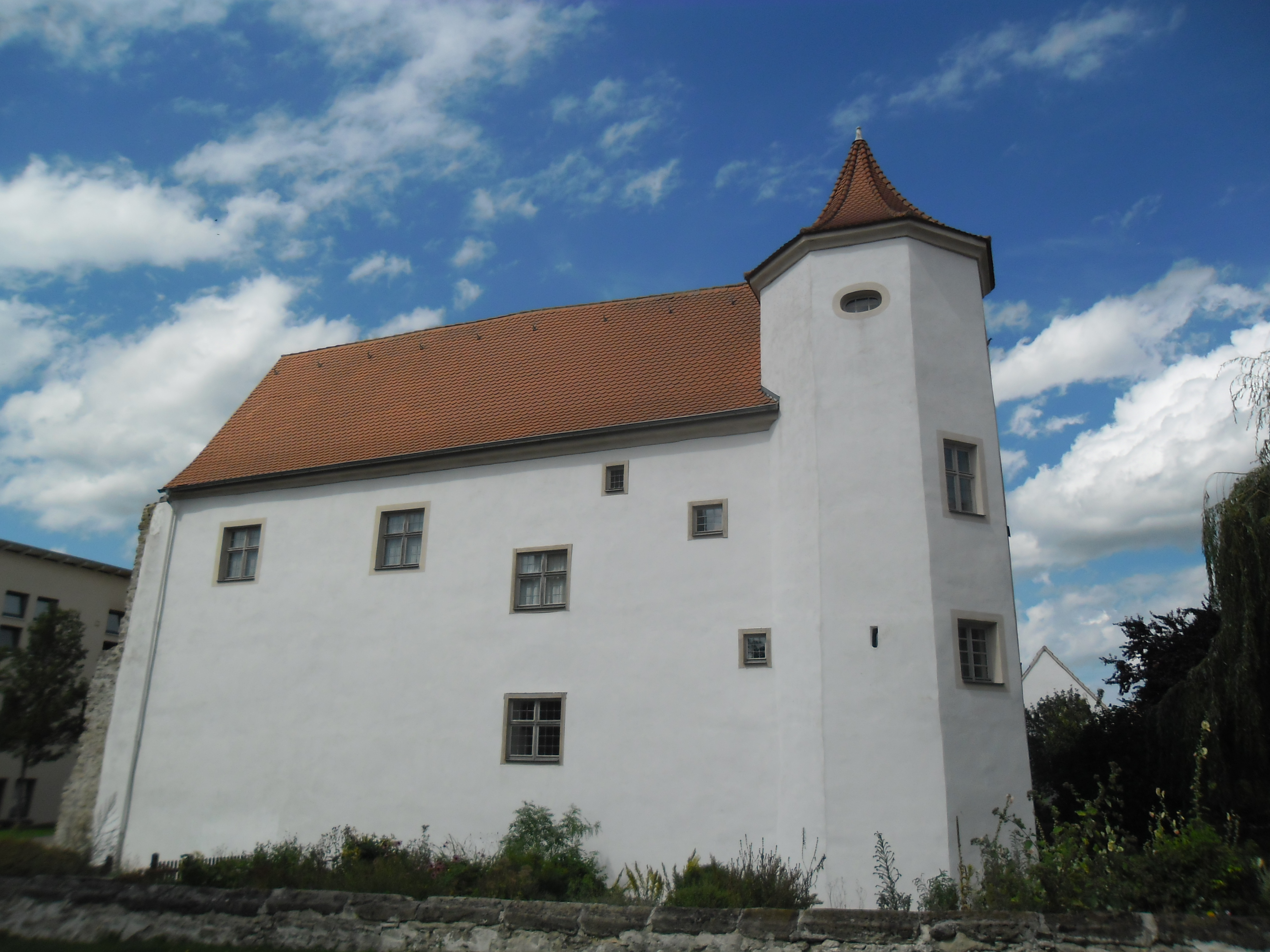
Schloss Cronheim
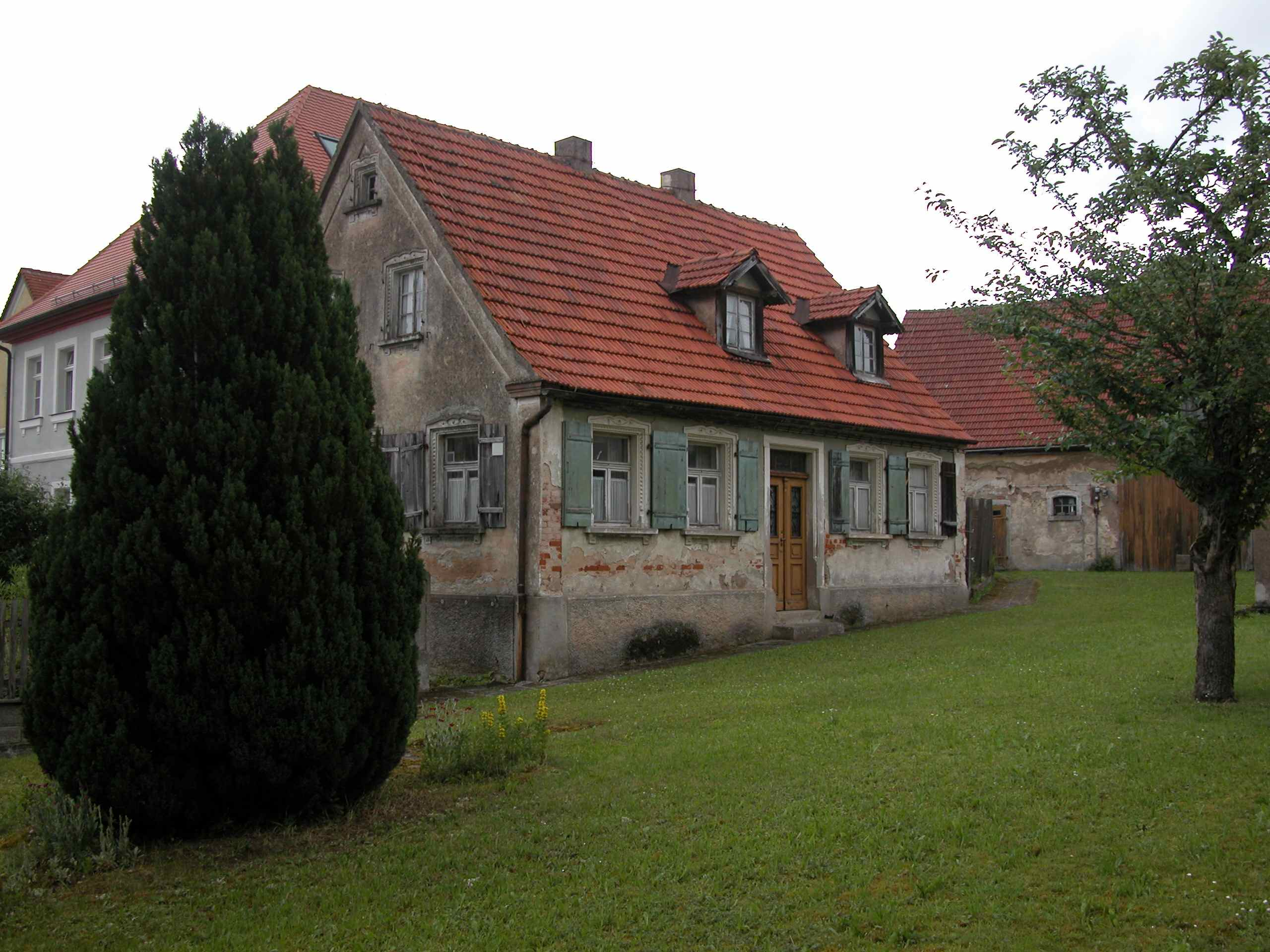
Wohnhaus, Denkmal Nr. D-5-77-136-153
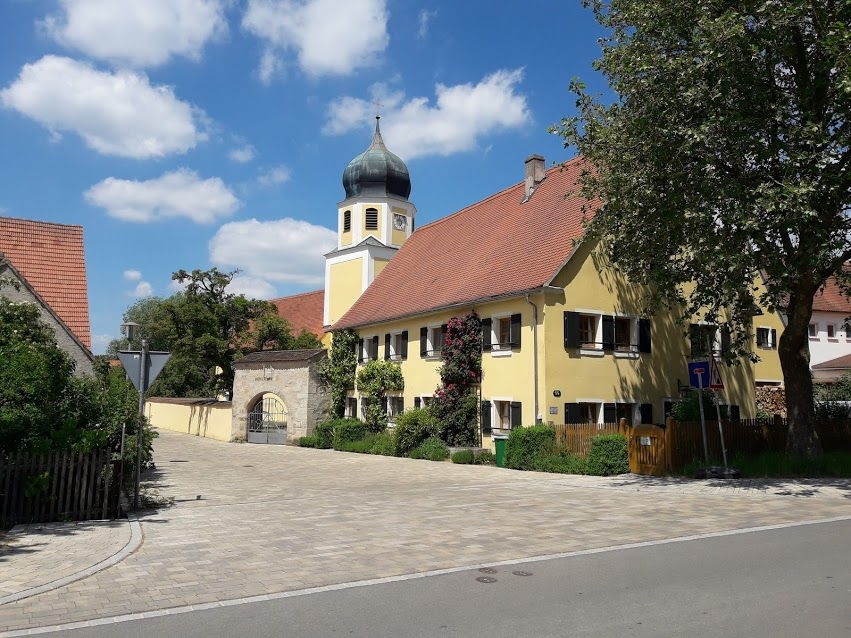
Bauernhaus 18. Jahrhundert, Denkmal Nr. D-5-77-136-152
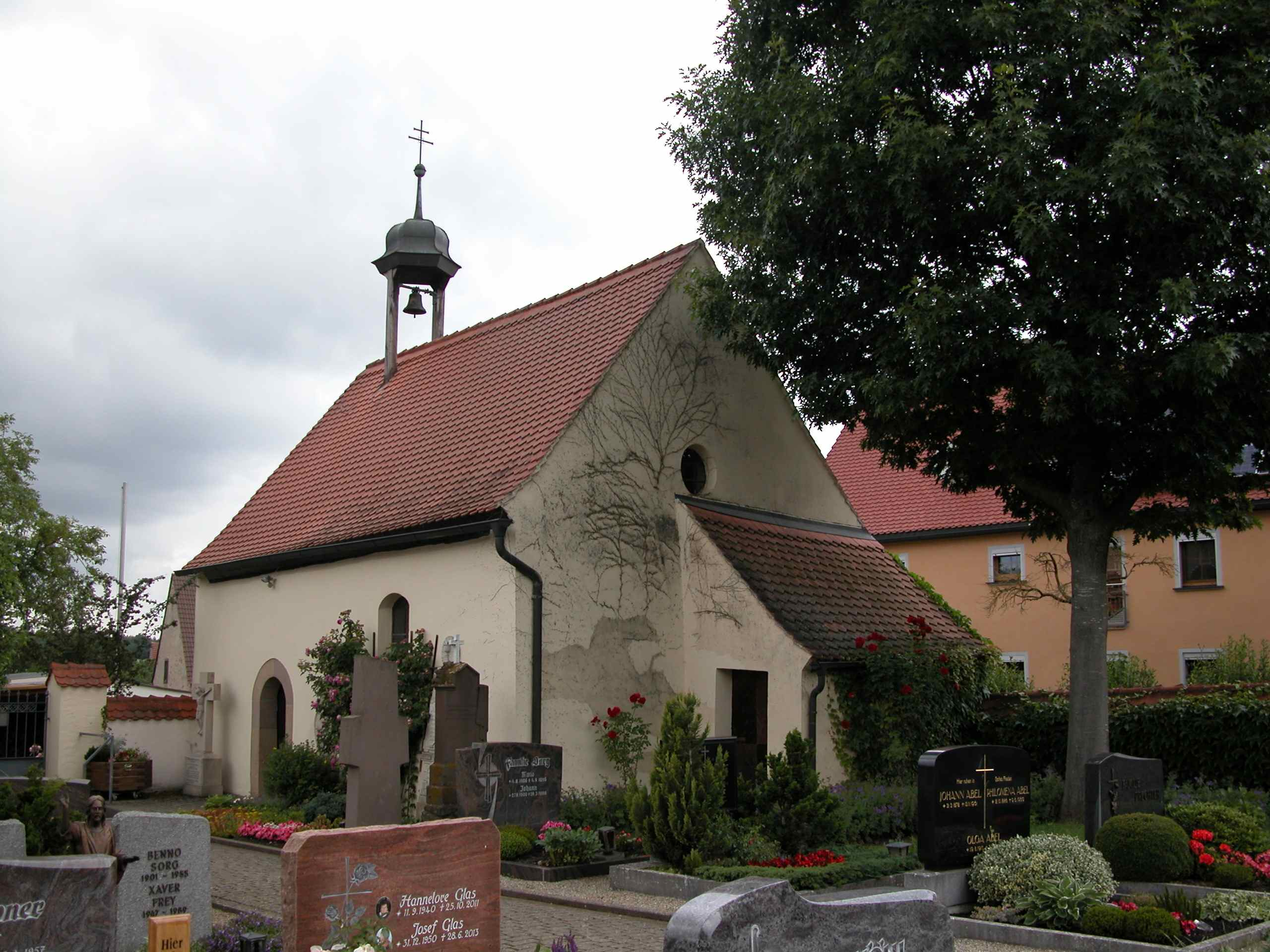
Friedhofskapelle um 1628, Denkmal Nr. D-5-77-136-150
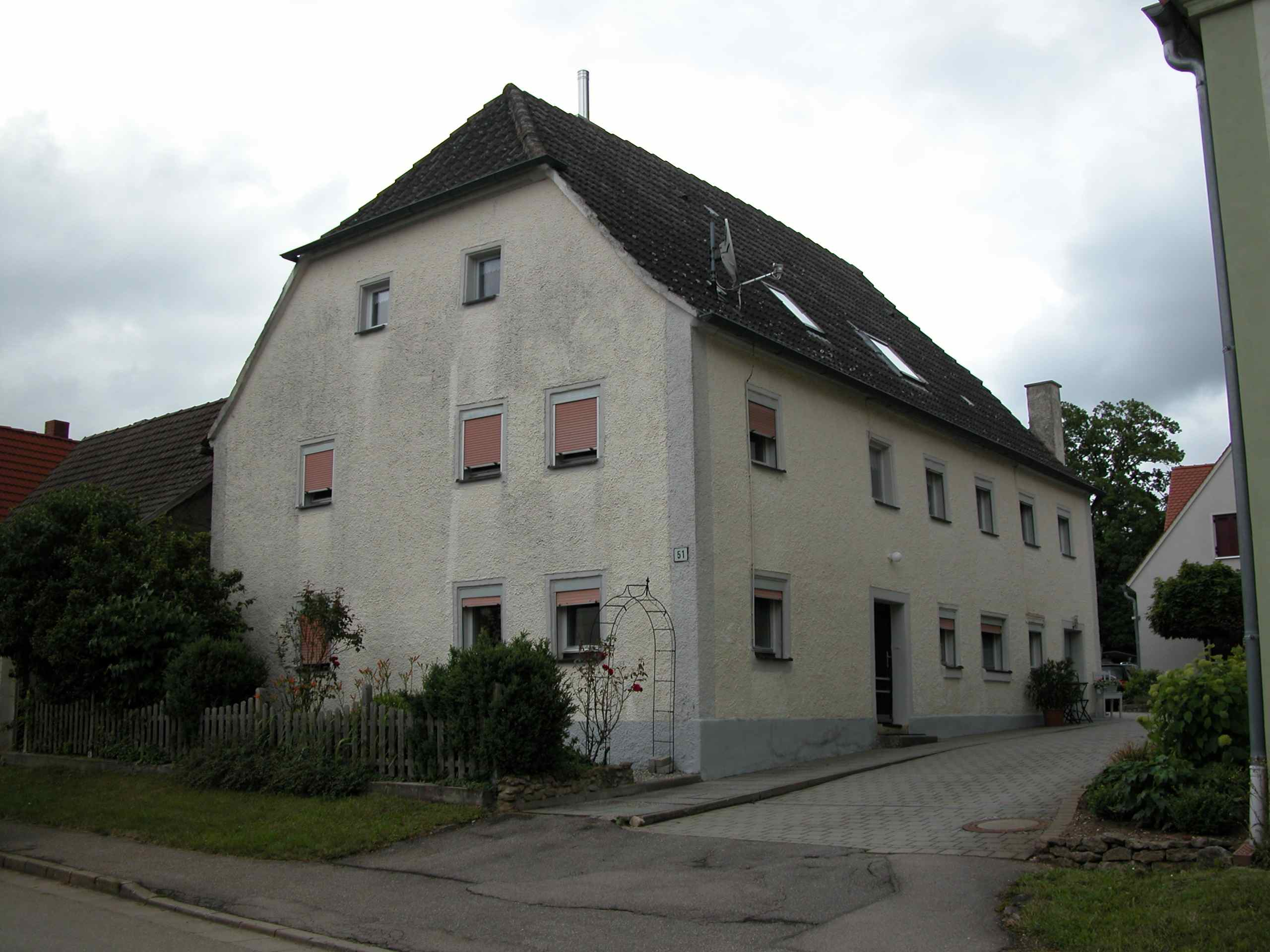
Ehemaliges Judenhaus, frühes 19. Jahrhundert, Denkmal Nr. D-5-77-136-154
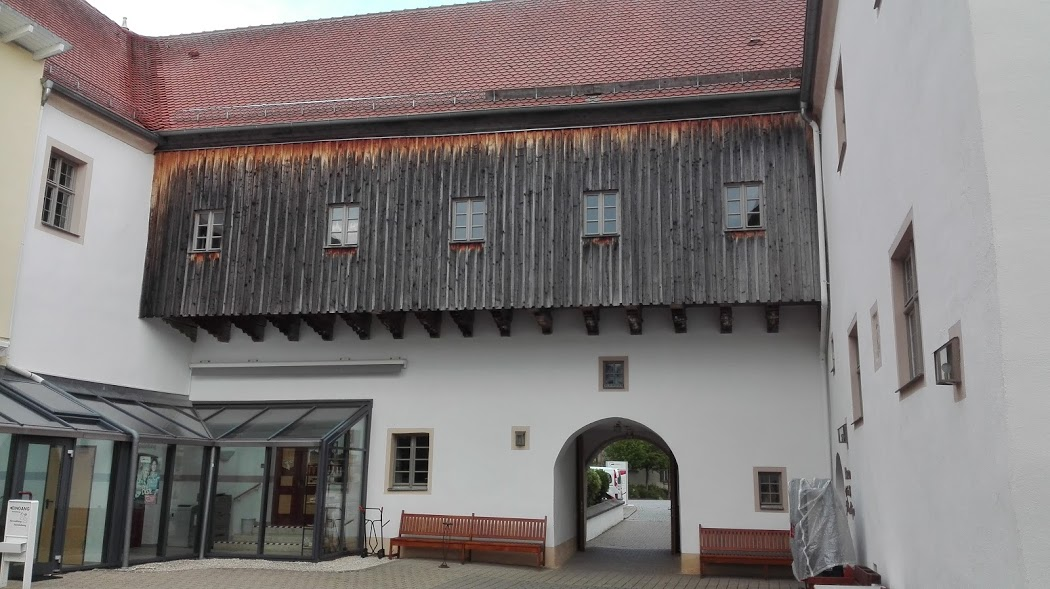
Innenhof Schloss Cronheim
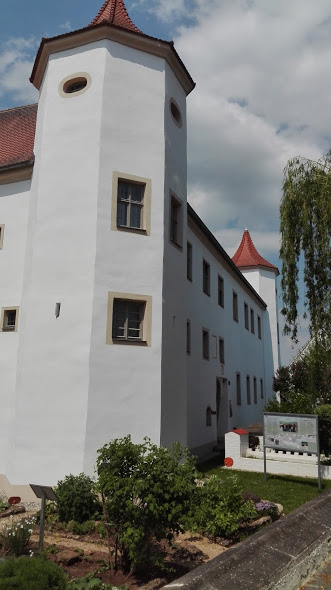
„Hungerturm“ Schloss Cronheim